# 클라우드 통합운영관리 플랫폼
클라우드 통합운영관리 플랫폼(ICMP, Integrated Cloud Management Platform)은 프라이빗 또는 하이브리드 클라우드 환경에서도 퍼블릭 클라우드와 동일한 운영환경 구현을 가능한 솔루션으로 서버, 스토리지, 네트워크, VM 뿐만 아니라 클라우드 전체 구성 자원을 모니터링하고 제어할 수 있다.
프라이빗 클라우드 환경 구현이 어려운 이유는 클라우드 서비스 사업자(CSP)가 필요한 IT 자원을 제공하는 퍼블릭 클라우드와 달리 IT 관리자가 클라우드 인프라의 수많은 구성요소를 직접 구성하고 운영해야 하기 때문이다.
현재 사내 IT 시스템 운영현황을 살펴보면 대부분 단순 서버 가상화 및 VDI 이용에 그치고 기존 레거시 방식으로 운영되고 있는 것이 현실이다. 이 경우, 전체 IT 구성자원에 대한 모니터링과 제어가 힘들고 VM 등에 이상 발생 시 신속한 네트워크 구성 현황과 장애 원인 파악도 어렵게 된다. 특히, IT 자원에 대한 운영 현황은 엑셀 등의 문서에 수기로 관리되고 있어 체계적인 운영관리를 기대하기 어렵다.
이와 같은 IT 시스템 운영관리에 대한 어려움을 해결하고 온프레미스 클라우드 및 프라이빗 클라우드 환경 구현을 위해 시장에 등장한 기술이 바로 클라우드 통합운영관리 플랫폼(이하 ICMP, Integrated Cloud Management Platform)이다.
국내에서는 아직 제품을 개발하여 상용화한 기업이 많지 않은 것이 현실이다. 멀티데이터센터 및 멀티 벤더 환경을 지원하고 특정 글로벌 벤더 제품에 종속(Lock-in) 되지 않기 위해서는 수많은 제품 버전에 대해 연동 테스트를 거쳐야 하기 때문에 제품 개발에만 수많은 시간과 비용이 소요되기 때문이다.
현재 국내 시장에 출시된 제품은 나임네트웍스의 'TANGO(탱고)'가 유일한 것으로 알려져 있다. 이 솔루션은 현재 국방통합데이터센터, 국민건강보험공단, 한국수력원자력, 한국동서발전 등 공공 IT 서비스를 포함하여 국내 최대 종합병원, 호텔, 카지노, 리조트 등 대규모 클라우드 시설에 도입되어 클라우드 운영관리를 담당하고 있다.
- 2021년 MarketsandMarkets Research 에 따르면 전세계적으로 ICMP 시장은 15.2%의 연평균 성장률(CAGR)로 성장하여 2027년에는 58억 달러 규모에 이를 것으로 전망되고 있다.

- 2022년 4월 KBV Research에 따르면 전세계적으로 ICMP 시장은 15.4%의 연평균 성장률(CAGR)로 성장하여 2028년에는 63억 달러 규모에 이를 것으로 전망되고 있다.

- 2022년 7월 Prescient & Strategic Intelligence에 따르면 전세계적으로 ICMP 시장은 15.1%의 연평균 성장률(CAGR)로 성장하여 2030년에는 88억 달러 규모에 이를 것으로 전망되고 있다.